# 296P/Garradd
Pour les articles homonymes, voir Comète Garradd.
296P/Garradd est une comète périodique du Système solaire, découverte le 30 juin 2001 par Gordon J. Garradd.